# Chaves
Chaves – miejscowość w Portugalii, leżąca w dystrykcie Vila Real, w regionie Północ w podregionie Alto Trás-os-Montes, położona nad rzeką Tâmega. Miejscowość jest siedzibą gminy o tej samej nazwie.

## Demografia
| Liczba ludności gminy Chaves (1801–2011) | Liczba ludności gminy Chaves (1801–2011) | Liczba ludności gminy Chaves (1801–2011) | Liczba ludności gminy Chaves (1801–2011) | Liczba ludności gminy Chaves (1801–2011) | Liczba ludności gminy Chaves (1801–2011) | Liczba ludności gminy Chaves (1801–2011) | Liczba ludności gminy Chaves (1801–2011) | Liczba ludności gminy Chaves (1801–2011) | Liczba ludności gminy Chaves (1801–2011) |
| ---------------------------------------- | ---------------------------------------- | ---------------------------------------- | ---------------------------------------- | ---------------------------------------- | ---------------------------------------- | ---------------------------------------- | ---------------------------------------- | ---------------------------------------- | ---------------------------------------- |
| 1801                                     | 1849                                     | 1900                                     | 1930                                     | 1960                                     | 1981                                     | 1991                                     | 2001                                     | 2004                                     | 2011                                     |
| 31 651                                   | 17 356                                   | 36 781                                   | 40 702                                   | 57 243                                   | 45 883                                   | 40 940                                   | 43 667                                   | 44 186                                   | 41 243                                   |

## Regionalne potrawy

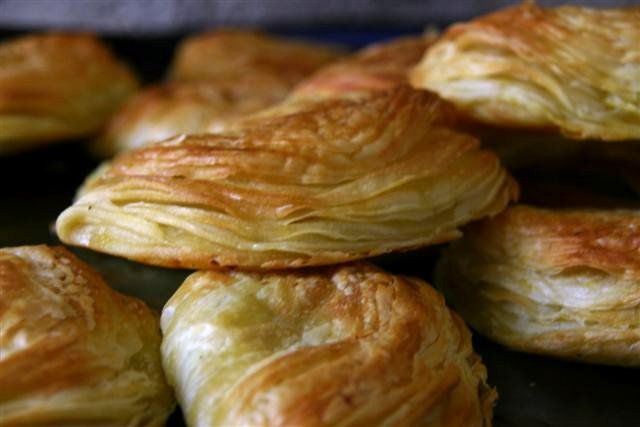
Pastel de Chaves
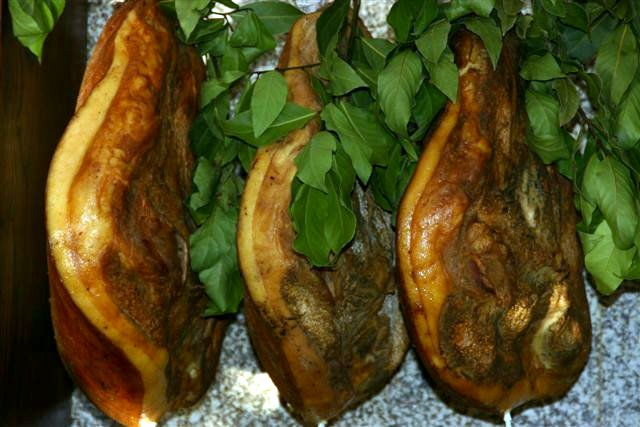
Presunto de Chaves
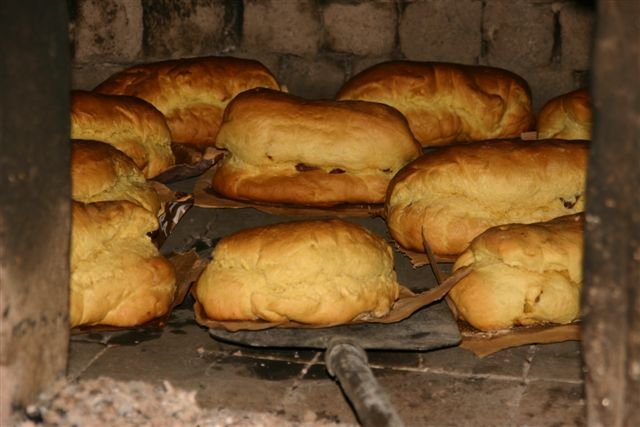
Folar de Chaves
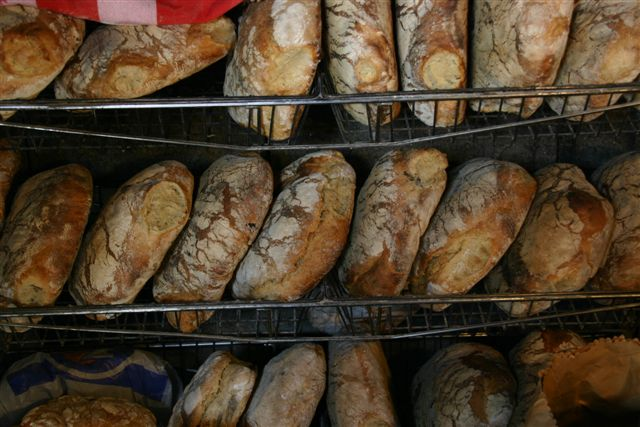
Pão de Chaves

## Sołectwa
Sołectwa gminy Chaves (ludność wg stanu na 2011 r.)
- Águas Frias – 746 osób
- Anelhe – 476 osób
- Arcossó – 323 osoby
- Bobadela – 105 osób
- Bustelo – 519 osób
- Calvão – 353 osoby
- Cela – 150 osób
- Cimo de Vila da Castanheira – 479 osób
- Curalha – 469 osób
- Eiras – 540 osób
- Ervededo – 646 osób
- Faiões – 873 osoby
- Lama de Arcos – 316 osób
- Loivos – 553 osoby
- Madalena – 1582 osoby
- Mairos – 344 osoby
- Moreiras – 273 osoby
- Nogueira da Montanha – 529 osób
- Oucidres – 194 osoby
- Oura – 602 osoby
- Outeiro Seco – 938 osób
- Paradela – 262 osoby
- Póvoa de Agrações – 186 osób
- Redondelo – 527 osoby
- Roriz – 164 osoby
- Samaiões – 1318 osób
- Sanfins – 236 osób
- Sanjurge – 334 osoby
- Santa Cruz – Trindade – 3096 osób
- Santa Leocádia – 324 osoby
- Santa Maria Maior – 11 788 osób
- Santo António de Monforte – 454 osoby
- Santo Estêvão – 607 osób
- São Julião de Montenegro – 280 osób
- São Pedro de Agostém – 1419 osób
- São Vicente – 227 osób
- Seara Velha – 165 osób
- Selhariz – 244 osoby
- Soutelinho da Raia – 150 osób
- Soutelo – 350 osób
- Travancas – 402 osoby
- Tronco – 218 osób
- Vale de Anta – 1543 osoby
- Vidago – 1204 osoby
- Vila Verde da Raia – 993 osoby
- Vilar de Nantes – 2084 osoby
- Vilarelho da Raia – 558 osób
- Vilarinho das Paranheiras – 220 osób
- Vilas Boas – 195 osób
- Vilela do Tâmega – 409 osób
- Vilela Seca – 276 osób

## Współpraca
Miejscowość partnerska:
- Differdange, Luksemburg